# Лисиця Аліса
Лисиця Аліса (рос. Лиса Алиса) — персонаж казки Олексія Толстого «Золотий ключик, або Пригоди Буратіно». На відміну від оригінальної казки «Пригоди Піноккіо» Карло Коллоді, де замість лисиці був лис (в деяких перекладах теж лисиця, але в усіх екранізаціях — саме лис), персонаж Толстого з'являється виключно жіночої статі.

## Характер персонажа
У творі лисиця Аліса є супутницею кота Базиліо. Вона виступає дуже хитрою шахрайкою, що характерно багатьом лисам у народних фольклорах.